# Форнуш (Марку-де-Канавезеш)
Форнуш (порт. Fornos) — район (фрегезия) в Португалии, входит в округ Порту. Является составной частью муниципалитета Марку-де-Канавезеш. По старому административному делению входил в провинцию Дору-Литорал. Входит в экономико-статистический субрегион Тамега, который входит в Северный регион. Население составляет 3303 человека на 2001 год. Занимает площадь 2,47 км².